# Omotesandō
Omotesandō (表参道?) es un exclusivo barrio comercial, una avenida, estación de metro y zona situada en los barrios de Minato y Shibuya de Tokio, Japón, que se extiende desde la estación de Harajuku, en concreto, Takeshita Street, hasta Aoyama-dori, donde está la estación de Omotesandō. En ambos lados de la avenida hay árboles zelkova. Unos 100 000 coches pasan por la calle diariamente. [cita requerida]

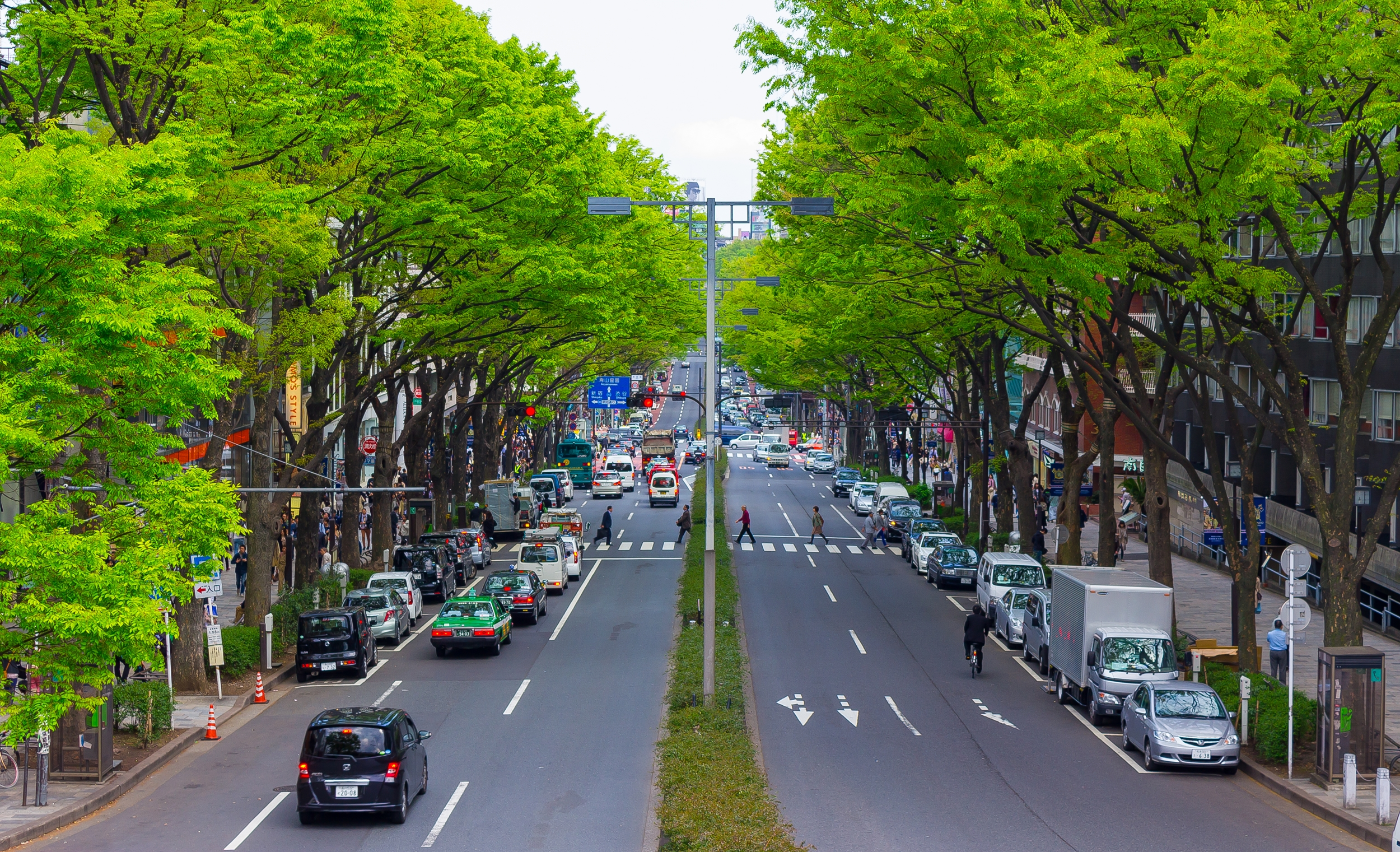
La calle Omotesandō vista desde un puente

Omotesandō se creó originalmente como la aproximación (参道 Sandō?) frontal (表 Omote?) al Santuario Meiji, cuando se consagró este santuario, en la era Taishō.
Actualmente, Omotesandō es conocida como uno de los 'escaparates arquitectónicos' más importantes del mundo, y contiene una gran cantidad de tiendas de lujo a poca distancia entre sí, como Louis Vuitton (Jun Aoki, 2002), Prada (Herzog & de Meuron, 2003), Tod's (Toyo Ito, 2004), Dior (SANAA, 2004), Omotesandō Hills (Tadao Ando, 2005) y Gyre (MVRDV, 2007), entre otros.
Es una zona de tiendas de lujo que contiene tiendas de marcas internacionales, como Louis Vuitton, Gucci, Gap, The Body Shop, Zara, y otros. Es una de las dos zonas de Tokio consideradas por Chevalier como las mejor ubicaciones de una tienda de lujo. Omotesandō también alberga la tienda de juguetes japonesa Kiddyland, un centro comercial orientado principalmente hacia mujeres jóvenes, Laforet, un Bazar Oriental, y un Gold's Gym. Es conocido a veces como los "Campos Elíseos de Tokio". Su último edificio, Omotesandō Hills, abrió en 2006. Las calles laterales de Omotesandō contienen una amplia gama de modernas cafeterías, bares, y restaurantes, así como tiendas especializadas en todo, desde bolsos hasta postales o botellas de vidrio de época.
Cada año, se realiza en Omotesandō el Desfile del Día de San Patricio de Tokio.[cita requerida]

## Galería de imágenes

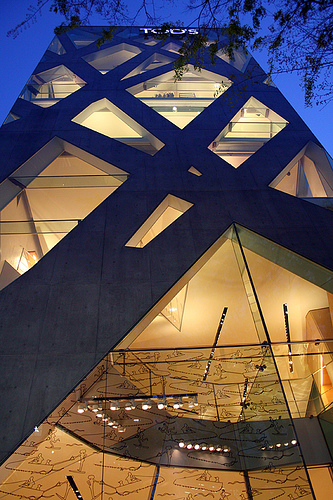
Edificio de Tod's en Omotesandō
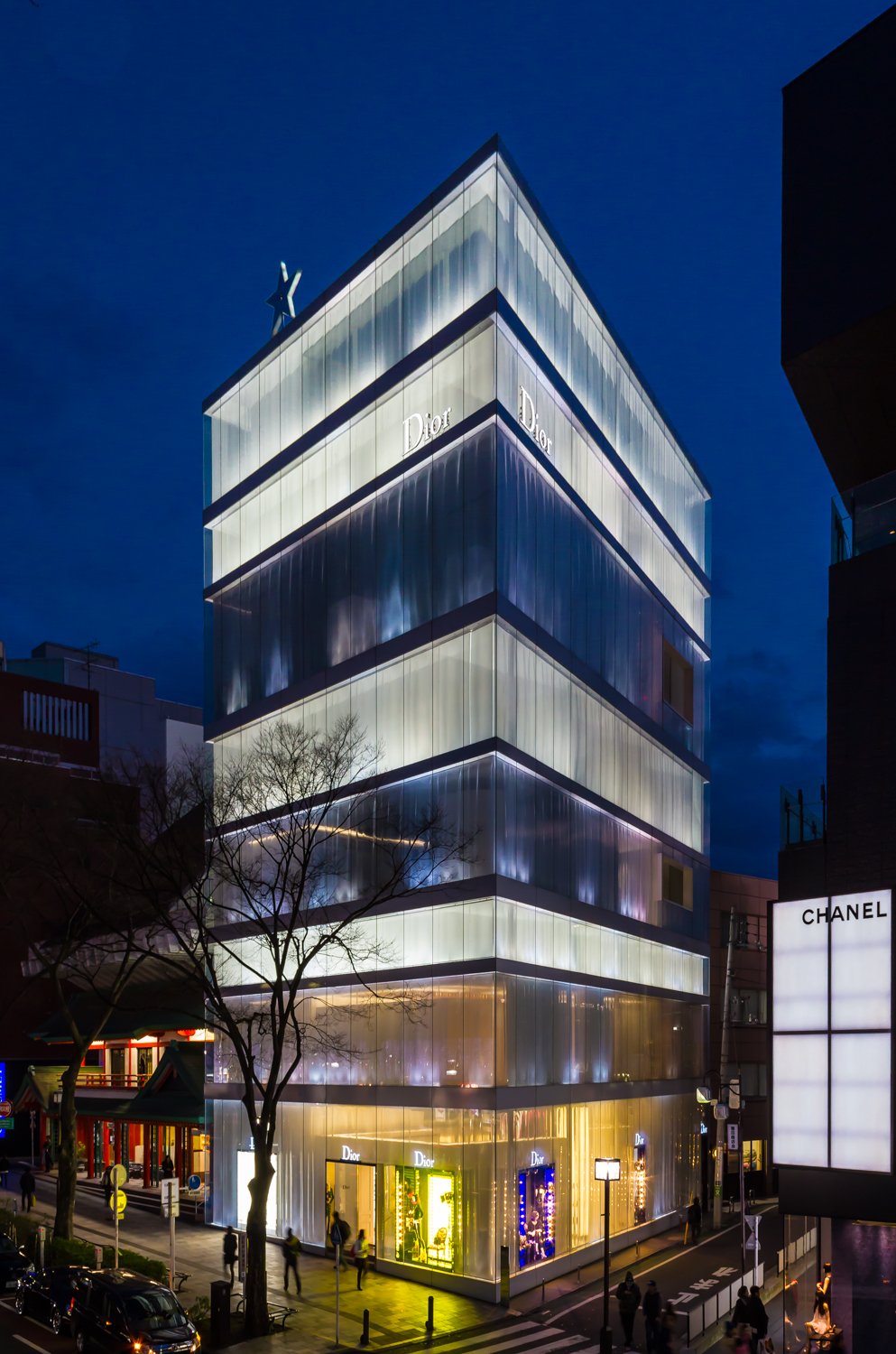
Tienda de Dior
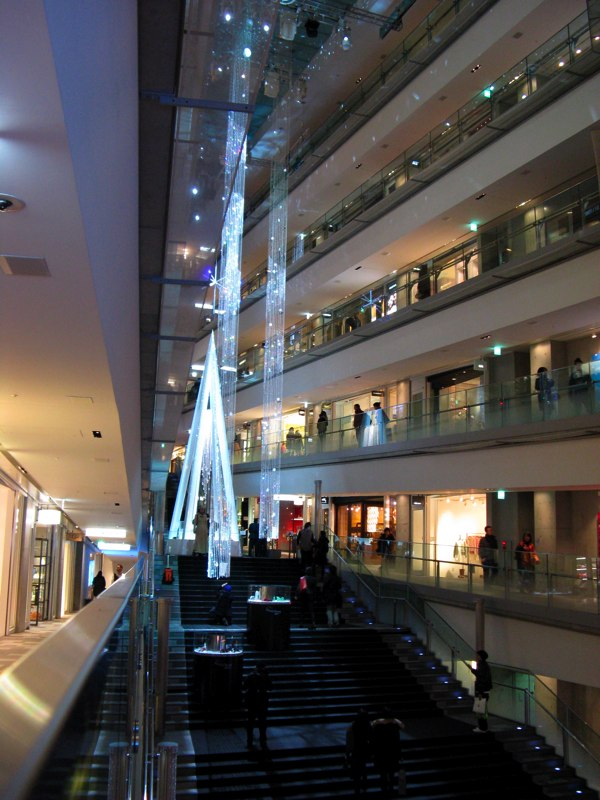
Omotesando Hills